# Cubix
Cubix è una serie televisiva a cartoni animati prodotta da Cinepix.

## Trama
La serie è incentrara sulle avventure del robot Cubix in compagnia di Connor e la sua gang per distruggere i piani del malvagio Dottor K.